# Summerville (Oregon)
Summerville è una città della contea di Union, nell'Oregon, negli Stati Uniti. La popolazione era di 135 al censimento del 2010.

## Storia
Summerville fu piantata il 20 settembre 1873 lungo Ruckle Road da William H. Patten. Patten aveva un deposito merci lungo Ruckles Road, solo la seconda strada sulle Blue Mountains, che era una rotta popolare sulle Blue Mountains fino a quando non fu svanita nel 1884. Speculatori e investitori si trasferirono quindi a Elgin, nell'Oregon. Una mappa di Sanborn del 1888, la prima delle quattro della città, mostra un teatro dell'opera, una banca, una livrea, una farmacia e altri negozi. Nel 1888 metà degli edifici della via principale furono distrutti da un incendio, ma furono ricostruiti subito dopo. Poiché la città era già in forte declino commerciale nel 1910, gli edifici che furono distrutti in seguito non furono sostituiti. Nel 1890 la popolazione era di 280 persone. 
Summerville è una città degli Stati Uniti d'America situata nell'Oregon, nella Contea di Union.

## Geografia fisica

### Territorio
Summerville si trova nella Grande Ronde Valley settentrionale a circa 4 miglia (6 km) a nord-ovest di Imbler lungo Summerville Road. La Oregon Route 82 attraversa Imbler, tra La Grande a sud-ovest e Elgin a nord-est.[8] Mill Creek, un affluente di Willow Creek, che a sua volta è un affluente del fiume Grande Ronde, scorre attraverso Summerville. Secondo lo United States Census Bureau, la città ha un'area totale di 0,26 miglia quadrate (0,67 km2), tutta terra.

### climate
Questa regione ha estati calde (ma non calde) e secche, senza temperature medie mensili superiori a 22,0 °C (71,6 °F). Secondo il sistema di classificazione climatica di Köppen, Summerville ha un clima mediterraneo caldo estivo, abbreviato "Csb" sulle mappe climatiche.

## Evoluzione demografica

### 2010 censimento
Al censimento del 2010, c'erano 135 persone, 45 famiglie e 38 famiglie residenti nella città. La densità di popolazione era di 519,2 abitanti per miglio quadrato (200,5/km2). C'erano 50 unità abitative con una densità media di 192,3 per miglio quadrato (74,2/km2). La composizione razziale della città era del 97,0% di bianchi, dello 0,7% di altre razze e del 2,2% di due o più razze. Ispanici o latini di qualsiasi razza erano il 2,2% della popolazione.
C'erano 45 famiglie, di cui il 53,3% aveva figli di età inferiore ai 18 anni che vivevano con loro, il 64,4% erano coppie sposate che convivono, il 13,3% aveva una donna capofamiglia senza marito presente, il 6,7% aveva un capofamiglia maschio senza moglie presente, e il 15,6% non erano famiglie. Il 15,6% di tutte le famiglie era composto da individui e l'8,9% aveva qualcuno che viveva da solo di età pari o superiore a 65 anni. La dimensione media della famiglia era 3,00 e la dimensione media della famiglia era 3,26.
L'età media della città era di 32,4 anni. Il 37% dei residenti aveva meno di 18 anni; il 3,7% aveva un'età compresa tra i 18 ei 24 anni; il 27,3% aveva tra i 25 ei 44 anni; il 18,5% aveva tra i 45 ei 64 anni; e il 13,3% aveva 65 anni o più. La composizione di genere della città era del 53,3% maschile e del 46,7% femminile.

### 2000 censimento
Al censimento del 2000, c'erano 117 persone, 45 famiglie e 34 famiglie residenti in città. La densità di popolazione era di 436,6 persone per miglio quadrato (167,3/km2). C'erano 47 unità abitative con una densità media di 175,4 per miglio quadrato (67,2/km2). La composizione razziale della città era 100,00% bianca. Ispanici o latini di qualsiasi razza erano lo 0,85% della popolazione. C'erano 45 famiglie, di cui il 33,3% aveva figli di età inferiore ai 18 anni che vivevano con loro, il 66,7% erano coppie sposate che convivono, il 6,7% aveva una donna capofamiglia senza marito presente e il 24,4% non erano famiglie. Il 20,0% di tutte le famiglie era composto da individui e l'8,9% aveva qualcuno che viveva da solo di età pari o superiore a 65 anni. La dimensione media della famiglia era 2,60 e la dimensione media della famiglia era 3,00.In città la popolazione era distribuita, con il 28,2% di età inferiore ai 18 anni, il 2,6% tra i 18 ei 24 anni, il 21,4% tra i 25 ei 44 anni, il 32,5% tra i 45 ei 64 anni e il 15,4% tra i 65 anni o più vecchio. L'età media era di 44 anni. Per ogni 100 femmine, c'erano 125,0 maschi. Per ogni 100 femmine dai 18 anni in su, c'erano 100,0 maschi. Il reddito medio per una famiglia in città era di $ 34.375 e il reddito medio per una famiglia era di $ 38.750. I maschi avevano un reddito medio di $ 33.750 contro $ 28.333 per le femmine. Il reddito pro capite per la città era di $ 14.099. Il 16,1% delle famiglie e il 15,5% della popolazione viveva al di sotto della soglia di povertà, di cui il 18,9% sotto i diciotto anni e il 40,0% sopra i 64 anni.